# Casa Blaudemar
La casa Blaudemar és un edifici d'Arenys de Mar (Maresme) inclòs a l'Inventari del Patrimoni Arquitectònic de Catalunya.

## Descripció
És una senzilla casa entre mitgeres de planta baixa i un sol pis. A la planta baixa hi ha una gran porta amb arc de mig punt amb unes grans dovelles, sobre d'aquesta hi ha una rajola que posa 1575, l'any de construcció. Al pis tan sols hi ha una finestra, d'estil renaixentista, emmarcada amb pedra. Com a coronament hi ha una petita cornisa. L'amplada de la casa és d'un cos.

## Història
Està molt ben restaurada i avui alberga un comerç. Fou objecte d'un reforma interior, al qual es va conservar tot allò que es podia. Aquesta casa pertany al segle xvi, sobretot pel portal amb arc de mig punt i grans dovelles.